# Rudolf Schweinberger
Rudolf „Rudi” Schweinberger (ur. 10 kwietnia 1935 w Mayrhofen, zm. 17 lutego 2008) – austriacki skoczek narciarski. Olimpijczyk (1956).
W 1956 wziął udział w Zimowych Igrzyskach Olimpijskich 1956, gdzie, po oddaniu prób na odległość 74,5 i 75 metrów, zajął 19. pozycję w konkursie skoków narciarskich.
W latach 1954–1963 wystąpił w blisko 20 konkursach Turnieju Czterech Skoczni, raz zajmując miejsce na podium – 8 stycznia 1956 w Bischofshofen był drugi. W 4. edycji tego turnieju (1955/1956) został sklasyfikowany na 4. pozycji w klasyfikacji generalnej.